# Blanco (Unternehmen)
Die Blanco-Gruppe (Eigenschreibweise: BLANCO Gruppe) ist ein deutsches Familienunternehmen mit Sitz in Oberderdingen (Baden-Württemberg) und Systemanbieter für die Haushaltsküche. Das 1925 gegründete Unternehmen ist Teil der Blanc & Fischer Familienholding. Sie beschäftigt 1.544 Personen (Stand: 2023) und erzielte 2023 einen Umsatz von knapp 410 Millionen Euro.

## Unternehmensstruktur
Die Blanco-Gruppe ist eine der fünf Firmengruppen der Blanc & Fischer Familienholding, die nahezu vollständig im Besitz der Familien Blanc und Fischer ist.
Seit der Strategievorstellung „Blanco Unit“ 2019 ist die Blanco-Gruppe zunehmend Systemanbieter für die Haushaltsküche und im Endkonsumentenbereich tätig, stellt aber weiterhin Einzelprodukte für die Küche her. Der Teilkonzern, mit Sitz in Oberderdingen, vertreibt dafür über seine drei Sparten Sinks (engl. für Spülen), Water (engl. für Wasser) und Waste (engl. für Abfall) Haushaltsspülen aus Edelstahl, aus dem Verbundwerkstoff Silgranit und aus Keramik (Sinks) sowie Küchenarmaturen (Water), Abfall- und Organisationssysteme (Waste) und Zubehör. Die Hauptkundengruppen sind der Küchen- und Möbelhandel, der Sanitärfachgrosshandel, Baumärkte sowie die Küchenmöbelindustrie.
| 2015    | 2016    | 2017    | 2018    | 2019    | 2020    | 2021    | 2022    | 2023    |
| ------- | ------- | ------- | ------- | ------- | ------- | ------- | ------- | ------- |
| 350,137 | 359,176 | 376,115 | 390,884 | 392,447 | 404,232 | 479,567 | 489,662 | 409,931 |

Quelle: Bundesanzeiger

### Standorte
Die Produkte werden in über 100 Ländern vertrieben, wobei die Hauptmärkte in Europa und Nordamerika liegen. Die Blanco-Gruppe unterhält dazu 19 Standorte weltweit. In Oberderdingen ist der Firmensitz und die Hauptverwaltung. Außerdem betreibt die Gruppe vier Produktionsstandorte in Toronto/Kanada, Most/Tschechien, zwei in Sulzfeld und Sinsheim/Deutschland sowie sechs Logistikzentren in Toronto/Kanada, Bruchsal/Deutschland (Europäisches Logistikzentrum), Shanghai/China, St Albans/UK, Lumberton/USA und Sydney/Australien. Zudem werden Vertriebsgesellschaften in Australien, Belgien, China, Frankreich, Großbritannien, Kanada, Österreich, Schweiz, Singapur, Ukraine und in den USA betrieben. Die Gesellschaften der Gruppe beschäftigen insgesamt 1.544 Personen weltweit (Stand: 2023).
| Gesellschaftsform                      | Land        | Gesellschaft                                  |
| -------------------------------------- | ----------- | --------------------------------------------- |
| Produktions- und Handelsgesellschaften | Deutschland | Blanco GmbH + Co KG, Oberderdingen            |
| Produktions- und Handelsgesellschaften | Kanada      | Blanco Canada Inc., Toronto                   |
| Produktions- und Handelsgesellschaften | Tschechien  | Blanco Czechia, s.r.o., Havran                |
| Produktions- und Handelsgesellschaften | Kanada      | Sepura Home Ltd., Vancouver                   |
| Handelsgesellschaften                  | Frankreich  | Blanco France S.a.r.l., Marly                 |
| Handelsgesellschaften                  | England     | Blanco UK Ltd., London                        |
| Handelsgesellschaften                  | USA         | Blanco America Inc, Lumberton                 |
| Handelsgesellschaften                  | Österreich  | Blanco Austria Kuchentechnik GmbH, Wien       |
| Handelsgesellschaften                  | Belgien     | Blanco Belgium BV, Holsbeek                   |
| Handelsgesellschaften                  | China       | Blanco Trading (Shanghai) Co., Ltd., Shanghai |
| Handelsgesellschaften                  | Singapur    | Blanco APAC Pte., Ltd., Singapur              |
| Handelsgesellschaften                  | Australien  | Blanco Australia Pty Limited, Sydney          |
| Dienstleistungsgesellschaften          | Deutschland | Blanco Beteiligungs-GmbH, Oberderdingen       |
| Dienstleistungsgesellschaften          | Deutschland | Blanco International GmbH, Oberderdingen      |
| Dienstleistungsgesellschaften          | Deutschland | Blanco ImmoLog GmbH + Co KG, Oberderdingen    |
| Dienstleistungsgesellschaften          | Deutschland | Blanco-Logistik GmbH, Oberderdingen           |
| Dienstleistungsgesellschaften          | Ukraine     | TOV Blanco Ukraina, Kiew                      |
| Dienstleistungsgesellschaften          | Deutschland | Blanco ImmoLog Verw. GmbH, Oberderdingen      |
| Dienstleistungsgesellschaften          | Deutschland | Blanco direct GmbH, Oberderdingen             |

### Geschäftsbeziehungen
Seit den 1930er Jahren besteht eine Kooperation mit der ebenfalls in Oberderdingen ansässigen E.G.O.-Firmengruppe, die nach der Ölkrise 1973 große Teile von Blanco übernahm. Die Herstellung von Großkücheneinrichtungen und Klinikmöbeln wurde 2007 in die selbstständige Blanco Professional Gruppe (seit Oktober 2021: B.PRO) ausgelagert.

## Geschichte

### Unternehmensanfänge
Das Unternehmen wurde 1925 in Oberderdingen als Blanc + Co von Heinrich Blanc und August Treffinger gegründet. Als Firmensitz dienten zunächst zwei Holzbaracken, die Blanc gebraucht von der Chemischen Fabrik in Durlach erworben hatte. Die ersten Produkte des Unternehmens waren Wasserschiffe für Kohleherde. Blanc hatte während seiner Ausbildung beim Herdproduzenten Lämmle in Bretten einen Bedarf für solche Produkte erkannt. Lämmle zählte daher auch zu den ersten Kunden des Unternehmens. 1928 bezog Blanco eine erste massive Werkhalle. Wärmflaschen und Großküchengeräte erweiterten in den folgenden Jahren das Produktprogramm. Die Weltwirtschaftskrise von 1929 überstand das Unternehmen ohne Probleme. Nach dem Ausstieg von Teilhaber Treffinger 1930 kooperierte Blanc ab 1931 mit dem Unternehmer Karl Fischer und dessen Unternehmen E.G.O., das aus Oberweiler nach Oberderdingen übersiedelte und Elektroherde produzierte. Danach wurde bei Blanco vor allem Zubehör für Elektroherde hergestellt. 1937 wurde die Produktpalette auf Reinaluminium umgestellt.

### Kriegszeit
Im Zweiten Weltkrieg wurde das Unternehmen der Kriegswirtschaft unterstellt. In der 1942 errichteten großen Pressenhalle entstanden sowohl Torpedoköpfe wie auch Gulaschkanonen. Laut einem von den Unternehmen Blanco und E.G.O. im Jahr 2008 herausgegebenen Buch über ihre Unternehmensgründer war Heinrich Blanc ab Mai 1934 Mitglied der NSDAP, unterhielt Beziehungen zu örtlichen und regionalen „Größen“ der NSDAP und wurde Mitglied in den NS-Organisationen „Kraft durch Freude“, „NS-Volkswohlfahrt“ (NSV), „NS-Reichsbund für Leibesübungen“ und „Deutsche Arbeitsfront“ (DAF). Nach der Machtergreifung der Nationalsozialisten sei es „für Unternehmensführer wie Blanc unumgänglich gewesen, Beziehungen zu örtlichen bzw. regionalen Größen der NSDAP zu unterhalten, wollte man den Bestand des eigenen Betriebes nicht aufs Spiel setzen“. Während des Zweiten Weltkrieges hätten dessen Unternehmen Blanco und E.G.O. „zwangsweise Rüstungsaufträge des NS-Regimes übernehmen müssen“. Infolge des kriegsbedingten Mangels an „einheimischen“ Arbeitskräften habe sich Heinrich Blanc gezwungen gesehen, „Kriegsgefangene“ zu beschäftigen, jedoch „sein Möglichstes“ getan, damit die Zwangsarbeiter unter den Umständen entsprechend guten Bedingungen hätten arbeiten können.
Eine im Jahr 2020 veröffentlichte heimatgeschichtliche Untersuchung zeigt tiefere Verquickungen von Heinrich Blanc mit dem Nazi-Regime auf. Demnach waren seine Unternehmen Blanco und E.G.O. seit Mitte der 1930er-Jahre wichtige Zulieferer der Rüstungsindustrie, worauf deren Gewinn sprunghaft in die Höhe gestiegen sei. In den Folgejahren seien die Betriebe fast ausschließlich auf die Produktion von Rüstungsgütern wie Panzerteile, Granaten, Torpedoelemente oder elektrische Steuerteile für Flugzeuge umgestellt worden. Hierzu seien mehrere hundert Zwangsarbeiter eingesetzt worden. Nach Kriegsende wurde Karl Fischer im obligatorischen Entnazifizierungsverfahren entlastet. Heinrich Blanc befand sich mehrere Monate zwecks Entnazifizierung in einem Internierungslager und wurde 1948 freigesprochen, woraufhin er seine Tätigkeiten im Betrieb wiederaufnahm. Die Blanc & Fischer Familienholding teilte Ende 2020 mit, dass die Blanco-Firmengeschichte bis zu deren 100-jährigem Firmenjubiläum im Jahr 2025 von einer renommierten Agentur wissenschaftlich aufbereitet werde. Die von Ingo Stader und Max Schlenker verfasste Chronik erschien im Juni 2025.

### Nachkriegszeit
Nach dem Zweiten Weltkrieg produzierte Blanco vor der Währungsreform Geräte für die Milchwirtschaft und Metzgereiartikel. Nach der Währungsreform konnte ein zusätzliches Werk in Sulzfeld errichtet werden. Die erste Werksbaracke dort brannte 1950 nieder, darauf entstand nach Plänen des Stuttgarter Architekten Decker eine massive Werkhalle. Anfang der 1950er-Jahre wurde Edelstahl zum wichtigsten Werkstoff des Unternehmens, aus dem vor allem Küchenspülen gefertigt wurden. 1959 wurden jährlich über 100.000 Edelstahlspülen gefertigt.

### Wechsel in der Unternehmensspitze und Geschäftserweiterung 1960er und 1970er Jahre
Nach dem Tod von Gründer Heinrich Blanc 1960 trat dessen Sohn Heinz Blanc die Nachfolge an. Unter seiner Leitung entstanden neue Werke in Michelfeld (1961) und Kronau (1962), zudem wurden die Anlagen in Sulzfeld und Kronau 1968/69 baulich erweitert. In mehreren deutschen Großstädten wurden Auslieferungslager und Verkaufsbüros eingerichtet, 1965 wurde zudem eine niederländische Tochtergesellschaft gegründet, 1967 eine eigene Lehrwerkstatt in Kürnbach eingerichtet. In den 1960er Jahren entwickelte Blanco zahlreiche Produkte, darunter medizinische Badewannen, Fassaden- und Verkleidungselemente, Spülen für Wohnwagen und Licht- und Fahnenmasten.
1969 hatte das Unternehmen über 1700 Mitarbeiter und fertigte die 4-millionste Spüle, die feierlich dem Jugenddorf in Stuttgart-Feuerbach übergeben wurde.
Anfang der 1970er Jahre expandierte das Unternehmen ungemein. Die Werke in Oberderdingen und Kronau wurden 1971/72 baulich erweitert, gleichzeitig wurden neue Tochtergesellschaften in Belgien, Österreich, Frankreich und der Schweiz gegründet. 1972 eröffnete Blanco ein eigenes Rechenzentrum in Sternenfels, in dem mit der IBM 360 Modell 25 die erste dialogfähige Debitorenbuchhaltung in Deutschland in Betrieb ging.

### Wirtschaftlicher Abschwung und Konsolidierung 1970er und 1980er Jahre
Nach der Ölkrise 1973 geriet Blanco in wirtschaftliche Schieflage. Das Werk in Michelfeld und mehrere Verkaufsbüros wurden geschlossen, die Belegschaft von über 2000 auf unter 1000 Mitarbeiter verkleinert. Das Unternehmen wurde schließlich dadurch gerettet, dass der langjährige Kooperationspartner E.G.O. große Teile des Unternehmens erwarb. Die Geschäftsleitung übernahm Reinhard Fischer. In der Folgezeit wurde die Produktpalette in die Bereiche Haushaltstechnik, Großküchenzubehör und die neu hinzugekommene Medizinaltechnik gegliedert. Zur weiteren Konsolidierung trugen Großaufträge wie der zur Ausstattung von 73 russischen Fischgroßmärkten 1975 sowie der Verkauf des Kronauer Küchen- und Tafelgerätewerks 1978 bei.
In den 1980er Jahren fertigte Blanco weiterhin Haushaltsspülen, Großkantinenausstattungen und OP-Tische. Gegen Ende der 1980er Jahre hatte das Unternehmen 1400 Mitarbeiter und belieferte Kunden in etwa 100 Ländern. Eine neue Tochtergesellschaft wurde in den USA gegründet, ein neues Werk für Haushaltsspülen in Sinsheim errichtet. Außerdem übernahm Blanco 1990 von der Firma Welbilt die Herstellung und den Vertrieb von Geschirrstaplern und -förderbändern, sowie den Speyerer Kühltechnik-Hersteller Klais, womit die Großküchensparte des Unternehmens erweitert wurde.
1991 wurde die Tochtergesellschaft Blanco Med GmbH gegründet, die die Produktion von Medizinaltechnik in ein vormals von Zeiss genutztes Firmenareal in Saalfeld (Thüringen) verlagerte, wodurch im Stammwerk Oberderdingen Kapazitäten frei wurden.

### Globale Expansion 1990er Jahre
1993 übernahm Frank Straub, ein Enkel des Gründers Heinrich Blanc, die Geschäftsführung. 1994 wurde die 25-millionste Spüle produziert. 1995 übernahm Blanco die Produktionsanlagen von Mirolin in Toronto, um damit den nordamerikanischen Markt mit Haushaltsspülen zu beliefern. 1998 übernahm Blanco die Wolf Kunststofftechnik, die Catering-Transportbehälter herstellte, verlegte deren Sitz nach Leipzig und benannte sie in Blanco Polymer Technologies um. Im selben Jahr trennte sich Blanco mit dem Verkauf des Werks in Saalfeld von einem Teil der bisherigen Medizinalproduktsparte. Stattdessen wurden ein neues Presswerk in Sulzfeld und ein neues Zentrallager in Bruchsal errichtet. 1999 erwarb Blanco eine 25-prozentige Beteiligung an dem indischen Spülenhersteller Phoenix, außerdem expandierte das Unternehmen weiter mit einer Tochtergesellschaft in Tschechien.

### Abspaltung und Fokus auf Kernkompetenz 2000er Jahre
Um 2000 gab Blanco die Herstellung von OP-Tischen vollends auf und setzte in der Medizinalsparte danach auf die Herstellung von Schranksystemen für Kliniken. 2007 wurde das Logistikzentrum in Bruchsal durch einen Neubau bedeutend erweitert.
Seit 2007 agieren unter der Marke BLANCO zwei rechtlich selbständige Gesellschaften. Die Blanco GmbH & Co. KG und ihre Tochtergesellschaften konzentrieren sich als BLANCO Gruppe auf Systemlösungen für die Küche im Privathaushalt. Die Geschäftsbereiche Catering Systems und Medical Care wurden zusammen mit dem neuen Produktbereich Industrial Components in der BLANCO Professional Gruppe (vor 2013: BLANCO CS GmbH & Co. KG) zusammengefasst.
2009 zog sich Straub nach 16 Jahren aus dem operativen Geschäft der Blanco-Gruppe zurück. Er verließ als letztes Mitglied der Gesellschafterfamilie die Geschäftsleitung und wechselte in den Verwaltungsrat.

### Umsatzwachstum 2010er Jahre
Nach einer kurzzeitigen Konjunkturschwäche auf Grund der Finanzkrise wies die Gruppe in den 2010er Jahren einen kontinuierliches Wachstum der Umsatzerlöse auf, wobei rund 2/3 der erwirtschafteten Erlöse aus dem Ausland stammten. Auf Grund dessen war das 2008 in Betrieb genommene Logistikzentrum bereits an seine Kapazitätsgrenzen gelangt. Deshalb wurde in ein neues Hochregallager und die Erweiterung der Kommissionierhalle im Logistikzentrum Bruchsal investiert, um weiteres Wachstum und die weltweite Distribution zu ermöglichen. 2015 wurde dieses in Betrieb genommen. Das auf rund 20 Millionen Euro bezifferte Projekt verdoppelte die bestehenden Lagerkapazitäten. Weitere Investitionen flossen in den Ausbau und die Modernisierung der Produktionstechnologien - etwa am Standort Sulzfeld, wo Edelstahlspülen für den weltweiten Markt produziert werden. Im Silgranit-Spülen-Werk Sinsheim wurde in die Kapazitätserweiterung investiert, ebenso im Werk im kanadischen Toronto.

### Neuausrichtung als Systemanbieter 2020er Jahre
2019 wurde der Bau des neuen Werks für Silgranit-Spülen im tschechischen Most fertiggestellt. Das neue Werk entlaste die an ihre Kapazitätsgrenzen gestoßene Produktion in Sinsheim. Mit den Werken in Sinsheim, Most und Toronto besteht seitdem ein erweiterter Produktionsverbund.
Im selben Jahr stellte die Unternehmensgruppe ihre neue Strategie Blanco Unit vor. Dadurch soll sich das Unternehmen nicht mehr wie früher über Einzelprodukte definieren, sondern als Systemanbieter für den Wasserplatz in der Küche etablieren. Ziel sei es, als Marke für integrierte Lösungen wahrgenommen zu werden rund um das Vorbereiten, Trinken und Reinigen; und in Kombination mit der Abfalltrennung auch für die Entsorgung in der Küche. Dazu wurde unter anderem 2022 der globale Vertrieb umgestellt. Unter der Leitung von Hans Nasemann firmiert der Bereich nunmehr als Global Markets. Er konzentriert sich in der operativen Arbeit auf die Kernregionen EMEA, Nordamerika und Asien-Pazifik. Zur weiteren Unterstützung seiner Handelspartner bietet die Blanco-Gruppe zudem als Teil der Strategieumsetzung einen optional buchbaren Montageservice an. Besonders für die neuen Smart-Armaturen wird dieser Service ausgebaut. Parallel wurde während der Corona-Pandemie die Kommunikation in den digitalen Endkundenkanälen ausgebaut, um die Markenbekanntheit zu erhöhen und der Webshop für Ersatzteile und Zubehör mit Service weiterentwickelt.
Im Rahmen der Operationsstrategie wurde ein Transformationsprojekt gestartet, um das Produktionswerk in Sulzfeld als Edelstahlspülen- und Becken-Fertigung weiterzuentwickeln. Ebenfalls Mitte des Jahres 2021 gründete die Gruppe die Blanco Australia Pty Ltd. in Sydney/Australien. Diese Vertriebsgesellschaft bedient die Märkte in Australien und Neuseeland. Außerdem wurde im Zuge der Strategieumsetzung am Stammsitz in Oberderdingen in ein neues Produkt- und Innovationscenter investiert. Das 2023 eingeweihte Produkt- und Innovationszentrum beherbergt verschiedene Teams aus den Bereichen Global Products sowie Research & Development (R& D), die zuvor an verschiedenen Standorten untergebracht waren.
Zu Beginn des Jahres 2025 und im Zuge seines 100-jährigen Jubiläums änderte das Unternehmen seinen weltweiten Markenauftritt. Darüber hinaus eröffnete Blanco am Unternehmensstammsitz ein Brand Experiene Center.

## Auszeichnungen
- 2014–2022: Auszeichnung als Top-Arbeitgeber vom Focus Business Magazin in Kooperation mit kununu[45]
- 2020: Auszeichnung Familienfreundlichstes Industrieunternehmen vom freundin Magazin in Kooperation mit kununu[46]
- 2020: Preis-Sieger in Gold vom Institut Deutschland Test in Zusammenarbeit mit dem Focus Money und dem Institut für Management- und Wirtschaftsforschung (IMWF)[47]
- 2019: Außenwirtschaftspreis Global 2019 von der Technologieregion Karlsruhe zusammen mit dem Außenwirtschaftsausschuss der IHK Karlsruhe[48]